# Lukas Umprecht
Lukas Umprecht (* 7. November 1994 in Mödling) ist ein österreichischer Fußballspieler.

## Karriere
Umprecht begann seine Karriere beim SV Stixneusiedl. 2006 wechselte er zum SV Gols. In der Saison 2007/08 spielte er für den SC Neusiedl am See. 2008 kam er in die Akademie des SK Rapid Wien, in der er bis 2010 spielte. Zur Saison 2010/11 kehrte er zu Neusiedl zurück.
Im November 2011 stand er gegen den 1. Simmeringer SC erstmals im Kader der ersten Mannschaft von Neusiedl. Im März 2012 debütierte er für diese in der Regionalliga, als er am 18. Spieltag der Saison 2011/12 gegen die Amateure des FC Admira Wacker Mödling in der 86. Minute für Dragan Markić eingewechselt wurde. Dies blieb sein einziger Einsatz in jener Saison, zu Saisonende musste er mit dem Verein als Vorletzter der Regionalliga Ost in die Landesliga absteigen. Auf einen Nichtabstiegsplatz fehlte dem Verein ein Punkt. In der Saison nach dem Abstieg belegte er mit dem Verein in der Saison 2012/13 den achten Platz in der burgenländischen Landesliga.
Zur Saison 2013/14 wechselte Umprecht zum Zweitligaaufsteiger SC-ESV Parndorf 1919. Im Juli 2013 debütierte er für Parndorf in der zweiten Liga, als er am ersten Spieltag jener Saison gegen den SC Austria Lustenau in der Startelf stand und in der 80. Minute durch Mario Merkl ersetzt wurde. Bis Saisonende kam er insgesamt zu sechs Einsätzen in der zweithöchsten Spielklasse, in denen er ohne Torerfolg blieb. Zu Saisonende belegte er mit dem Aufsteiger den neunten und somit vorletzten Tabellenrang, womit man in der Relegation um den Klassenerhalt spielen musste. In dieser scheiterte man jedoch gegen den Meister der Regionalliga Mitte, den LASK, nach einer Niederlage und einem Remis und musste somit in die Regionalliga absteigen. Umprecht kam in den Relegationspartien nicht zum Einsatz.
Nach dem Abstieg absolvierte er bis zum Ende der Saison 2014/15 absolvierte er 13 Spiele in der Regionalliga und blieb dabei ohne Torerfolg. Mit Parndorf beendete er die Saison als Vizemeister hinter dem SC Ritzing. Da den Ritzingern allerdings die Lizenz für die zweithöchste Spielklasse verweigert worden war, durfte er mit Parndorf an der Relegation um den Aufstieg teilnehmen. In dieser scheiterte man jedoch wie in der Vorsaison am Meister der Regionalliga Mitte, dem SK Austria Klagenfurt, nach einem Sieg und einer Niederlage mit einem Gesamtscore von 5:3. Wie schon in der Vorsaison kam Umprecht in der Relegation nicht zum Einsatz. Somit nahm er mit den Burgenländern auch in der Saison 2015/16 an der Regionalliga teil, in der in jener Saison 15 Spiele absolvierte, ohne ein Tor zu erzielen. Mit dem Aufstieg hatte man jedoch in dieser Saison nichts mehr zu tun, man beendete die Saison mit 27 Punkten Rückstand auf den Meister SV Horn als Siebter. Im Oktober 2016 erzielte er bei einem 2:1-Sieg gegen den SC Ritzing sein erstes Tor in der Regionalliga. In der Saison 2016/17 platzierte er sich mit Parndorf auf dem neunten Tabellenrang, Umprecht absolvierte in jener Spielzeit 27 Regionalligaspiele und erzielte dabei fünf Tore.
In der Saison 2017/18 kam er in 24 Regionalligaspielen zum Einsatz. Mit Parndorf beendete er jene Saison als 13. in der Tabelle. Bis 2024 absolvierte Umprecht für den SC/ESV Parndorf 1919 in Summe 301 Spiele und erzielte über 50 Tore. 
In der Saison 2024/25 wechselte Umprecht zum Lokalrivalen SC Neusiedl am See 1919 in die Regionalliga Ost. Das 1. Highlight war das ÖFB-Cup-Spiel gegen Rapid Wien vor mehr als 3000 Zuschauern in der Seestadt. Aktuell strebt Umprecht mit seiner Mannschaft den Meister-Titel in der Regionalliga Ost an. Zurzeit liegt der SC Neusiedl am See 1919 punktegleich mit dem FC Marchfeld Donauauen auf Platz 1. Es sind noch 6 Spiele zu absolvieren.